# Cabernet franc
Il Cabernet franc è un vitigno a bacca nera che ha origine nella zona della Gironda, in Francia.

## Diffusione in Italia
Nel 2000 vi erano oltre 7000 ettari di Cabernet Franc coltivati in Italia. È difficile stabilire l'esatta quantità di vitigno di cabernet franc in quanto, a volte, è confuso con il Cabernet Sauvignon e, molto spesso, con il Carménère. È diffuso soprattutto nel nord-est d'Italia, in particolare in Friuli e Veneto (dove è conosciuto anche come Bordò), nell'ambito di alcune miscele di Chianti e nell'estremo sud, in Puglia e nella Sicilia sud orientale.
Le coltivazioni di Cabernet Franc in Toscana sono aumentate negli ultimi anni, in particolare nella regione di Bolgheri e nella Maremma, dove l'uva è apprezzata per l'equilibrio e l'eleganza che porta alle miscele. I vini italiani che sono spesso etichettati semplicemente come "Cabernet" tendono a essere soprattutto Cabernet Franc o un uvaggio di Cabernet Franc e Cabernet Sauvignon.